# Dana Ghia
Dana Ghia, all'anagrafe Felicita Ghia (Milano, 13 luglio 1932 – Mori, 15 gennaio 2024), è stata un'attrice e cantante italiana, attiva fra la fine degli anni cinquanta e gli anni settanta.

## Biografia
Come cantante è stata scoperta da Luciano Tajoli partecipando al programma radiofonico Tajoli presenta nel 1957 e successivamente ad alcune tournée col grande cantante milanese, la sua carriera si è sviluppata prevalentemente nei primi anni di attività nel mondo dello spettacolo, in buona parte sotto la guida di Carlo Savina, direttore dell'orchestra Rai. Ha inciso diversi singoli per la Vis Radio, partecipando anche al Festival di Napoli 1959. Nella rassegna canora partenopea presentò due canzoni, non entrate in finale: Ammore celeste in abbinamento con Arturo Testa, e Primma e doppo abbinata a Wera Nepy. Nei primi anni sessanta svolge l'attività di cantante soprattutto all'estero, dopodiché nel 1963 decide di debuttare al cinema. Complessivamente, la sua filmografia ammonta a una trentina di titoli.
Come attrice di cinema e televisione – dove è stata accreditata talvolta con diversi pseudonimi (Ghia Arlen, Arlen Ghia, Felicita Ghia, Diana Madigan) – è stata impiegata spesso come caratterista in b-movie di genere musicarello (fra gli altri, Vacanze sulla Costa Smeralda, con Lucio Flauto e Little Tony), western all'italiana (fra cui ...continuavano a chiamarlo Trinità, del ciclo sul personaggio di Trinità impersonato da Terence Hill), e El Desperado, uno dei 58 spaghetti-western prodotti in Italia nel solo 1967, che la vedeva parte di un triangolo amoroso assieme a Rosemarie Dexter e ad Andrea Giordana.

Dana Ghia in Mio caro assassino

Ha partecipato anche a horror e poliziotteschi del ciclo Er Monnezza nonché a pellicole della commedia all'italiana e della cosiddetta commedia erotica all'italiana che hanno puntato sulla sua avvenenza e sul suo fisico da pin-up (un titolo su tutti: Il giovane normale, di Dino Risi, tratto dal racconto omonimo di Umberto Simonetta). Ha inoltre fatto parte del cast anche di film d'autore, come ad esempio La moglie del prete, ancora di Risi, del 1970, Queimada, girato l'anno precedente a fianco di Marlon Brando e diretta da Gillo Pontecorvo e Domani non siamo più qui, regia di Brunello Rondi (1967). Fra i registi che l'hanno diretta figura anche Ettore Scola (Il commissario Pepe, 1969, in cui interpretava il ruolo di una religiosa).

## Filmografia

### Cinema
- Tentazioni proibite, regia di Osvaldo Civirani (1963)
- Questo pazzo, pazzo mondo della canzone, regia di Bruno Corbucci e Giovanni Grimaldi (1965)
- Il giovane normale, regia di Dino Risi (1966)
- Degueyo, regia di Giuseppe Vari (1966)
- 4 dollari di vendetta, regia di Jaime Jesús Balcàzar (1966)
- Domani non siamo più qui, regia di Brunello Rondi (1967)
- L'ultimo killer, regia di Giuseppe Vari (1967)
- El Desperado, regia di Franco Rossetti (1967)
- L'ira di Dio, regia di Alberto Cardone (1968)
- Oggi a me... domani a te, regia di Tonino Cervi (1968)
- Vacanze sulla Costa Smeralda, regia di Ruggero Deodato (1968)
- Il commissario Pepe, regia di Ettore Scola (1969)
- Queimada, regia di Gillo Pontecorvo (1969)
- La moglie del prete, regia di Dino Risi (1970)
- Una farfalla con le ali insanguinate, regia di Duccio Tessari (1971)
- ...continuavano a chiamarlo Trinità, regia di E.B. Clucher (1971)
- Per amore o per forza, regia di Massimo Franciosa (1971)
- Mio caro assassino, regia di Tonino Valerii (1972)
- Il sorriso della iena, regia di Silvio Amadio (1972)
- Sei iellato, amico hai incontrato Sacramento, regia di Giorgio Cristallini (1972)
- La morte negli occhi del gatto, regia di Antonio Margheriti (1973)
- La svergognata, regia di Giuliano Biagetti (1974)
- Peccati di gioventù, regia di Silvio Amadio (1975)
- Il medaglione insanguinato, regia di Massimo Dallamano (1975)
- Il trucido e lo sbirro, regia di Umberto Lenzi (1976)
- California, regia di Michele Lupo (1977)
- Nove ospiti per un delitto, regia di Ferdinando Baldi (1977)

### Televisione
- Sette giorni di felicità – serie TV (1968)
- Spia - Il caso Philby, regia di Gian Pietro Calasso – miniserie TV (1977)
- La chambre des dames – miniserie TV (1983)

## Doppiatrici
- Benita Martini in Degueyo
- Maria Pia Di Meo in El Desperado
- Rita Savagnone in L'ira di Dio
- Fiorella Betti in Oggi a me... domani a te
- Dhia Cristiani in ...continuavano a chiamarlo Trinità
- Alida Cappellini ne Il medaglione insanguinato
- Vittoria Febbi ne Il trucido e lo sbirro

## Discografia parziale

### 45 giri
- 1958 – Come prima/Un sorriso come il sole (Vis Radio, Vi MQN 36130)
- 1958 – Melodia d'amore/Pupa piccolina (Vis Radio, Vi MQN 36131)
- 1958 – La canzone del faro/Ti voglio ti sogno ti adoro (Vis Radio, Vi MQN 36164)
- 1958 – Prendi quella stella/Non partir (Vis Radio, Vi MQN 36165)
- 1958 – Anche domani/L'amore senza soldi (Vis Radio, Vi MQN 36312)
- 1958 – Napule 'mbraccio a tte/Vicine vicine (Vis Radio, Vi MQN 36313)
- 1958 – Non lasciarmi/Melodie d'amore (Vis Radio, Vi MQN 36317)
- 1958 – Quand je monte chez toi (Quando salgo da te)/Dors, mon amour (Vis Radio, Vi MQN 36318)
- 1959 – The Hula Hoop song/Till (Vis Radio, Vi MQN 36322)
- 1958/1959 – Adorami/Tua (con Tony Cucchiara) (Vis Radio, Vi MQN 36335)
- 1958/1959 – Per tutta la vita/Tu sei qui (Vis Radio, Vi MQN 36339)
- 1959 – Ammore celeste/Scurdammoce 'e ccose d''o munno (Vis Radio], Vi MQN 36476)
- 1959 – Primme e doppo/Solitudine (Vis Radio, Vi MQN 36477)

### EP
- 1958 – The Hula Hoop song/Till/Anche domani/Napule 'mbraccio a te (Vis Radio, Vi MQ 14149)
- 1959 – Ammore celeste/Scurdammoce 'e ccose d''o munno/Primme e doppo/Solitudine (Vis Radio, Vi MQ 14169)

## Discografia estera

### 45 giri EP
- 1958 – Segreto amore/Chi sei tu/Perché tu non vuoi/A ting a ling (Fonit/Telefunken, TFJ 51041; pubblicato in Spagna)